# ヒロコ・グレース
ヒロコ・グレース（Hiroko Grace、1969年〈昭和44年〉7月4日 - ）は、日本の女優、タレント。スペースクラフト所属。東京都出身（アメリカ国籍）。

## 来歴
オランダ系アメリカ人の父親と日本人の母親との間に生まれた。1歳の頃からモデルを務め、高校時代には既にテレビドラマなどで女優業をこなしていた。また、情報番組ではコメンテーターを務めていた。1988年に聖心インターナショナルスクール、1992年に上智大学比較文化学部比較文化学科卒業。
1998年に結婚。2003年からは、日本での芸能活動を続けながらもニューヨークを生活拠点としていた。2011年9月、自身のブログで長男の誕生を報告すると同時に、実父と愛犬の死についても報告した。その後は芸能活動を休止していたが、2021年（令和3年）TX「ハーフタイムツアーズ」にて芸能活動を再開している。

## 人物
- 1988年（18歳、上智大学1年）の時点で身長168センチメートル（cm）、スリーサイズはバスト93 cm、ウエスト63 cm、ヒップ93 cm[3]。
- 結婚を機にファイナンシャル・プランナーの資格を取得。また、犬好きが昂じて愛玩動物飼養管理士2級の資格を取得した。動物全般が好きであるが、特に雑種犬を好む。プライベートでも雑種犬を飼っている。

## 受賞歴
- 第4回 日本ジュエリーベストドレッサー賞 特別賞（1993年）

## 出演

### テレビ番組
- びっくり日本新記録（よみうりテレビ） - アシスタント、司会は荒川強啓
- 出たMONO勝負（フジテレビ）
- 教師びんびん物語（1988年、フジテレビ）第10話「この学校がなくなるの!?」
- クイズ・ドレミファドン! 新春イントロ大作戦（1989年 - 1994年、フジテレビ）
- クイズ! 加トちゃんの1! 2! 3! （1989年 - 1990年、フジテレビ） - アシスタント
- 所さんのただものではない! （フジテレビ） - レギュラー解答者
- DANCE DANCE DANCE（1991年4月 - 1991年9月、フジテレビ） - 二代目司会
- ハウスエナジー（1991年10月 - 1992年3月、フジテレビ） - 司会
- 世界がともだち（1993年 - 1995年、NHK教育） - 1992年12月21日放送のパイロット版第1回にも出演。
- ミニ英会話・とっさのひとこと（1996年 - 2002年、NHK教育） - ナビゲーター
- 3か月英会話 日本文化ふるさと便（1997年、NHK教育） - アシスタント講師
- エンターテインメントニュース（1997年 - 1998年、NHK BS2） - 月曜深夜・水曜深夜担当
- 新・真夜中の王国（1998年 - 1999年、NHK BS2） - 月曜深夜・水曜深夜担当
- クイズ日本人の質問（1998年 - 1999年、NHK総合）
- 聞いて話して楽しい英語（1998年、NHK教育）
- 岡本綾子のNECスーパーゴルフ（2000年 - 2001年、テレビ東京） - 司会
- “日本賞”記念 地球名曲コンサート（2000年11月26日、NHK教育）[4]
- がんばれ三都市（2001年、TOKYO MX・KBS京都・サンテレビ） - 司会
- “らん”美の競演 -世界らん展日本大賞 2001- （2001年2月24日、NHK衛星第2テレビ） - 司会[5]
- Opening Bell （2001年 - 2002年、テレビ東京）
- 地球ウォーカー（2003年 - 2004年、NHK BS1）
- 地球街角アングル（2004年 - 2006年、NHK衛星第1テレビ） - ナビゲーター[2]
- ニュースモーニングサテライト（2005年 - 2006年、テレビ東京） - 「あめり見」コーナー担当
- ニューヨーク街物語（2006年 - 2009年、NHK BS1） - ナビゲーター
- ヒロコ・グレースのLife with Dogs （イッツコムチャンネル）

### テレビドラマ
- 大河ドラマ 山河燃ゆ（1984年、NHK総合） - マリアン・オルソン 役
- 木曜スペシャル 青春を東海岸にかけた野郎たち! アメリカン・ランナウェイ（1987年、日本テレビ）
- 教師びんびん物語 第10話（1988年6月6日、フジテレビ） - エリザベス 役
- ホテル物語・夏! 第1話・第2話（1989年、TBS）
- 教師びんびん物語スペシャル 〜ありがとう、君たちを忘れない〜（1989年10月4日、フジテレビ）
- 死を呼ぶ醍醐の桜狩り 401号室の女（1990年4月30日、関西テレビ） - キャサリン 役
- 世にも奇妙な物語 第7回Aパート 喪服の少女（1990年7月26日、フジテレビ）
- 兄貴に乾杯! 第1話（1991年1月4日、TBS）
- ヤン・レツル物語 広島ドームを建てた男（1991年5月4日、NHK総合）[6]
- ふたたび、兄貴に乾杯! （1992年4月3日、TBS）
- 恋敵 26歳危険な思い出づくり（1992年5月18日、フジテレビ）
- HOTELスペシャル'92秋 姉さん大変です!?極道の奥様ご宿泊中（1992年10月1日、TBS）
- 新幹線物語'93夏 第7話・第8話・第9話（1993年、TBS）
- 花王ファミリースペシャル ドラマ結婚式場 花嫁介添人がゆく 第5話（1994年11月13日、関西テレビ）

### ラジオ番組
- ヒロコ・グレースのPower English （PCMセントラル）
- シネマ・スクウェア（FMヨコハマ）
- 真夜中のランデブー（1999年、NHK-FM）[7]
- クラシックリクエスト（2001年 - 2002年、NHK-FM）
- 実践!TOEIC （2002年、Usen）

### 映画
- ウィーン物語 ジェミニ・YとS （1982年、東宝） - カタリーナ 役

### 舞台
- コレクター（1993年） - ミランダ 役
- アニー（1994年 - 1995年） - グレース役

### CM
- ありあけのハーバー（有明製菓）
- フレッシュ・コロン（1983年、カネボウ） - いとうまい子との共演。
- フルーティ（味の素ゼネラルフーヅ）
- 住友VISAカード（住友クレジットサービス）
- ハニーハネムーンパック、ハニーハネムーンゴールド（1989年 - 1993年、出雲殿）
- 「デンオンで天国にゆこう」篇（1989年、デンオン）
- アクアフレッシュ（1993年、サンスター）
- リヴィエールマンション（九州三共） - 同社物件の総合プロデューサーも兼任[8]。

## モデル活動
- 住友銀行（現・三井住友銀行）ポスターモデル - 1987年からワンピースの水着姿を披露。撮影地はモルジブで、1年目のキャッチフレーズは「じぶん熱波になる」、2年目は「この夏Begin」。その他、チアリーダーに扮したものもあった。
- 大磯ロングビーチキャンペーンガール（1988年）
- Oggi （1992年 - 1995年、小学館）

## ディスコグラフィ

### シングル
| ＃             | 発売日         | 規格品番 | 面 | 収録曲         | 作詞     | 作曲           | 編曲     |
| -------------- | -------------- | -------- | -- | -------------- | -------- | -------------- | -------- |
| バップレコード |                |          |    |                |          |                |          |
| 1st            | 1984年7月21日  | 10149-07 | A  | うぬぼれて誘惑 | 岩里祐穂 | 岩里未央       | 天野正道 |
| 1st            | 1984年7月21日  | 10149-07 | B  | ワインの麻酔   | 岩里祐穂 | 岩里未央       | 天野正道 |
| 2nd            | 1984年11月21日 | 10166-07 | A  | Miss You       | 片桐和子 | 鈴木キサブロー | 天野正道 |
| 2nd            | 1984年11月21日 | 10166-07 | B  | So What?       | 森浩美   | 浜田金吾       | 天野正道 |

### アルバム

#### オムニバスアルバム
- BE-VAP アイドルスクール <1学期>1982-1984（2017年6月21日、SOLID、CDSOL-1789、2017年デジタルリマスター盤）-　「うぬぼれて誘惑」、「ワインの麻酔」、「Miss You」、「So What?」収録

## 書籍

### 単著
- ヒロコ・グレースの海外旅行英会話（1999年、日本放送出版協会、ISBN 4-14-039323-8）
- ヒロコ・グレースのビジネス英会話（2000年、日本放送出版協会、ISBN 4-14-039344-0）
- ヒロコ・グレースのトラベル英会話（2004年、日本文芸社、ISBN 4-537-20304-8）

### 訳書
- 愛犬の気持ちになれる本 犬からの101の質問（ヘレン・デニス著、2000年4月、小学館、ISBN 4-09-310331-3）